# Tôn Trung Đồng
Tôn Trung Đồng (tiếng Trung: 孙忠同; bính âm: Sun Zhongtong; sinh tháng 10 năm 1944) là Thượng tướng Quân Giải phóng Nhân dân Trung Quốc (PLA). Ông từng giữ chức vụ Phó Bí thư Ủy ban Kiểm tra Kỷ luật Trung ương Đảng Cộng sản Trung Quốc (CCDI), Phó Chủ nhiệm Tổng cục Chính trị Quân Giải phóng Nhân dân Trung Quốc kiêm Bí thư Ủy ban Kiểm tra Kỷ luật Quân ủy Trung ương Trung Quốc.

## Thân thế và binh nghiệp
Tôn Trung Đồng sinh tháng 10 năm 1944 ở Văn Đăng, tỉnh Sơn Đông. Tôn Trung Đồng tham gia lực lượng lao động vào tháng 9 năm 1964 và gia nhập Đảng Cộng sản Trung Quốc tháng 9 năm 1965. Ông tốt nghiệp hàm thụ chuyên ngành Quản lý kinh tế tại Trường Đảng Trung ương Đảng Cộng sản Trung Quốc.
Tôn Trung Đồng nhập ngũ tháng 1 năm 1965, và phục vụ trong các vị trí khác nhau trong Quân khu Liêu Ninh. Tháng 9 năm 1990, nhậm chức Chính ủy Sư đoàn Thản Khắc. Tháng 10 năm 1990, nhậm chức Phó Cục trưởng Cục Tuyên truyền, Tổng cục Chính trị Quân Giải phóng Nhân dân Trung Quốc. Tháng 5 năm 1993, Tôn Trung Đồng được bổ nhiệm làm Tổng biên tập tờ People's Liberation Army Daily (Nhật báo Quân Giải phóng Nhân dân Trung Quốc). Tháng 7 năm 1993, Tôn Trung Đồng được phong quân hàm Thiếu tướng. Tháng 9 năm 1994, nhậm chức Giám đốc tờ Nhật báo Quân Giải phóng Nhân dân Trung Quốc.
Tháng 7 năm 2001, nhậm chức Trợ lý Chủ nhiệm Tổng cục Chính trị Quân Giải phóng Nhân dân Trung Quốc. Tháng 7 năm 2002, Tôn Trung Đồng được phong quân hàm Trung tướng. Tháng 11 năm 2002, tại Đại hội Đảng Cộng sản Trung Quốc lần thứ 16, Tôn Trung Đồng được bầu làm Ủy viên Dự khuyết Ban Chấp hành Trung ương Đảng.
Tháng 7 năm 2004, Tôn Trung Đồng nhậm chức Phó Chủ nhiệm Tổng cục Chính trị Quân Giải phóng Nhân dân Trung Quốc. Tháng 12 năm 2004, Tôn Trung Đồng được bổ nhiệm giữ chức vụ Phó Chủ nhiệm Tổng cục Chính trị kiêm Bí thư Ủy ban Kiểm tra Kỷ luật Quân ủy Trung ương Trung Quốc. Ngày 24 tháng 6 năm 2006, Tôn Trung Đồng thụ phong quân hàm Thượng tướng.
Tháng 10 năm 2007, tại Đại hội Đảng Cộng sản Trung Quốc lần thứ 17, Tôn Trung Đồng được bầu làm Ủy viên Ban Chấp hành Trung ương Đảng, Phó Bí thư Ủy ban Kiểm tra Kỷ luật Trung ương Đảng Cộng sản Trung Quốc (CCDI).
Năm 2008, Tôn Trung Đồng được bầu làm Đại biểu Nhân đại toàn quốc Trung Quốc khóa XI, nhiệm kỳ 2008—2013.